# Gouvernement Montilla
Généralité de Catalogne
Maragall Mas I
Le gouvernement Montilla (en catalan : Govern Montilla) est le gouvernement de la généralité de Catalogne entre le 29 novembre 2006 et le 29 décembre 2010, sous la VIIIe législature du Parlement.
Il est dirigé par le socialiste José Montilla, arrivé deuxième aux élections parlementaires. Il succède au gouvernement du socialiste Pasqual Maragall et cède le pouvoir au premier gouvernement du catalaniste de centre droit Artur Mas après que CiU a remporté la majorité relative aux élections parlementaires de 2010.

## Historique du mandat
Ce gouvernement est dirigé par le nouveau président de la Généralité socialiste José Montilla, anciennement ministre de l'Industrie. Il est constitué et soutenu par une coalition gouvernementale de gauche entre le Parti des socialistes de Catalogne-Citoyens pour le changement (ca) (PSC-CpC), la Gauche républicaine de Catalogne (ERC) et l'Initiative pour la Catalogne Verts - Gauche unie et alternative (ICV-EUiA). Ensemble, ils disposent de 70 députés sur 135, soit 51,9 % des sièges du Parlement.
Il est formé à la suite des élections parlementaires anticipées du 1er novembre 2006.
Il succède donc au gouvernement du socialiste Pasqual Maragall, au pouvoir depuis 2003, constitué et soutenu par une alliance entre le Parti socialiste et Initiative pour la Catalogne, après l'expulsion de la Gauche républicaine de la majorité parlementaire.

### Formation
Au cours du scrutin parlementaire, Convergence et Union (CiU) d'Artur Mas remporte une nouvelle fois la majorité relative en sièges, et s'impose en voix pour la première fois depuis 1995, devançant ainsi le Parti socialiste qui perd un quart de million de voix. La Gauche républicaine confirme son statut de troisième groupe parlementaire, et ses 21 députés lui permettent d'être « faiseuse de rois » entre un gouvernement de gauche ou un exécutif nationaliste, une situation similaire à celle des élections précédentes.
Après que José Montilla a repoussé le 3 novembre l'hypothèse jusqu'alors évoquée de former un gouvernement commun avec Artur Mas, le PSC-CpC, ERC et ICV-EUiA s'entendent le 5 novembre pour rééditer leur ancienne alliance tripartite (Tripartito), afin de former une majorité parlementaire disposant de plus de la moitié des sièges du Parlement. Les trois partis signent 11 jours plus tard leur pacte de coalition.
Proposé le 20 novembre comme candidat à l'investiture des députés par le président du Parlement Ernest Benach, José Montilla est élu président de la généralité de Catalogne le 24 novembre par 70 voix favorables contre 65, issues de Convergence et Union, du Parti populaire et de Ciutadans étant recensées. Il est assermenté au palais de la Généralité quatre jours plus tard et donne à connaître la composition de son exécutif à cette occasion.

### Succession
Lors des élections parlementaires du 28 novembre 2010, Convergence et Union remporte une nette victoire avec 62 députés, soit six de moins que la majorité pour gouverner seule mais 12 de plus que la coalition au pouvoir. Le 17 décembre, la nouvelle présidente du Parlement Núria de Gispert propose formellement le chef de file électoral de CiU Artur Mas comme candidat à l'investiture parlementaire.
Lors du vote du 21 décembre, le candidat à la présidence du gouvernement catalan est toutefois repoussé par les députés, puisqu'il n'obtient que 62 voix favorables face à 73 oppositions. Le lendemain, Convergence et Union et le Parti socialiste parviennent à conclure un accord d'investiture qui prévoit l'abstention des députés du PSC en échange d'un certain nombre d'engagements de la part de CiU, qui a par ailleurs échoué à convaincre le Parti populaire ou la Gauche républicaine de lui apporter leur soutien. À l'occasion du second tour de scrutin le 23 décembre, Artur Mas est effectivement élu président de la généralité de Catalogne par 62 voix pour, 45 contre et 28 abstentions. Il est assermenté quatre jours plus tard au palais de la Généralité.

## Composition
- Par rapport au gouvernement Maragall, les nouveaux conseillers sont indiqués en gras, ceux ayant changé d'attributions en italique.

| Poste                                                                           | Titulaire | Titulaire                                                                     | Parti |
| ------------------------------------------------------------------------------- | --------- | ----------------------------------------------------------------------------- | ----- |
| Président de la Généralité                                                      |           | José Montilla Aguilera                                                        | PSC   |
| Conseiller à la vice-présidence Vice-président du gouvernement (02/12/2008)     |           | Josep-Lluís Carod-Rovira                                                      | ERC   |
| Conseiller à l'Intérieur, aux Relations institutionnelles et à la Participation |           | Joan Saura i Laporta (ca)                                                     | ICV   |
| Conseiller à l'Économie et aux Finances                                         |           | Antoni Castells i Oliveres (ca)                                               | PSC   |
| Conseiller à la Gouvernance et aux Administrations publiques                    |           | Joan Puigcercós i Boixassa (ca) (jusqu'au 11/03/2008) Jordi Ausàs i Coll (ca) | ERC   |
| Conseiller à la Politique territoriale et aux Travaux publics                   |           | Joaquim Nadal i Farreras                                                      | PSC   |
| Conseiller à la Justice                                                         |           | Montserrat Tura i Camafreita (ca)                                             | PSC   |
| Conseiller à l'Éducation                                                        |           | Ernest Maragall i Mira                                                        | PSC   |
| Conseiller à la Culture et aux Moyens de communication                          |           | Joan Manuel Tresserras i Gaju (ca)                                            | ERC   |
| Conseiller à la Santé                                                           |           | Marina Geli i Fàbrega                                                         | PSC   |
| Conseiller à l'Agriculture, à l'Alimentation et à l'Action rurale               |           | Joaquim Llena i Cortina                                                       | PSC   |
| Conseiller au Travail                                                           |           | Maria del Mar Serna Calvo (ca)                                                | Sans  |
| Conseiller à l'Innovation, à l'Enseignement supérieur et aux Entreprises        |           | Josep Huguet i Biosca (ca)                                                    | ERC   |
| Conseiller à l'Action sociale et à la Citoyenneté                               |           | Carme Capdevila i Palau (ca)                                                  | ERC   |
| Conseiller à l'Environnement et au Logement                                     |           | Salvador Milà i Solsona (ca)                                                  | ICV   |